# 矢野安奈
矢野 安奈（やの あんな、1992年12月25日 - ）は、日本のファッションモデル。158センチメートル、39.5キログラム、78-57-79。埼玉県出身。主にギャル系ファッション雑誌『Happie nuts〔ハピーナッツ〕』、『JELLY』への登場などから著名。以前は株式会社ユニークに所属していた。

## 略歴
15歳の時に渋谷109の前でスカウトされたのがきっかけで、モデルになった。2008年から『egg』、『Popteen』などで人気を集め活動する。
2012年に『Popteen』を卒業した後、体重が急激に増加する。この間約1年、モデルの引退を考える。モデルとしての再起をかけ、キックボクシングジムに通うなどし、2か月で−8kgのダイエットに成功。2013年4月、『Happie nuts』の専属モデルとしてデビュー。「超絶カワイイ」「驚異の小顔」モデルということで話題を集め、完全復活を遂げる。同誌に登場してわずか3か月という異例のスピードで表紙に登場。翌月には自身のモデル人生初の単独での表紙、続いて4号連続の表紙を飾り、同誌の看板モデルとしての地位を確立した。
しかし、就任から1年後の2014年5月に惜しまれつつも『Happie nuts』が休刊となり、同年7月『JELLY』への電撃加入が決定。『JELLY』史上初となる異例の表紙デビューとなり、話題を集める。また同年9月には同誌史上最速で単独表紙登場を飾り、ジェリガとして更なる頭角を現している。
2015年1月15日、自身のブログで3年間交際していた一般男性と入籍したことを発表。『JELLY』初登場から半年後のことであった。同年5月15日に第1子となる男児を出産。その後2016年8月1日より、活動名義を「ANNA」に変更している。

## 出演

### 雑誌
- JELLY（2014年9月号 - ）専属モデル
- Happie nuts（2013年6月号 - ）専属モデル
- Popteen
- egg

### イベント
- CRAZY＆BEAUTY〜狂気の中の美しさ〜（2010年5月4日、名古屋OZON） 共/難波サキ、福長優、ねもやよ、矢野安奈、奈々子、ほか[11]
- GOSSIP KANSAI（2011年7月31日、なんばHatch）
- アゲる! POP祭り2010（2010年8月5日、代々木第一体育館） 共/舟山久美子、村田莉、出岡美咲、益若つばさ、小森純、ほか[12]
- GIRLS BLOGGER STYLE（2012年8月29日、SHIBUYA-AX） 共/鈴木奈々、Milky Bunny、ゆんころ、るいぺち、ほか[13]
- Fast Fashion Expo（TOKYO IRIE CONNECTION 2013）（2013年5月3日、Zepp Diver City TOKYO） 共/ラブリ、宮城舞、尾崎紗代子、武田静加、峯村優衣、ほか[14]
- SGC SUPER LIVE 2013（2013年6月1日 - 6月2日、有明コロシアム）
- Like it !! × SHIBUYA GIRLS FESTA（2013年11月30日、渋谷ヒカリエ） 共/土屋アンナ、椎名ぴかりん、宮城舞、山本優希、武田静加、ほか[15]

### イメージ
- 「Avail」2014A/Wイメージキャラクター
- 「Delyle NOIR」アパレル
- 「NEO DREAM」プリクラ
- 「Darling LASH」つけまつげ
- 「LUXURY」カラコン
- 「クイーンズアイロン」ヘアアイロン

### ミュージックビデオ
- 君に好きと伝えよう/ROYALcomfort（2013年10月17日）[16]